# Lycodon davisonii
Lycodon davisonii är en ormart som beskrevs av Blanford 1878. Lycodon davisonii ingår i släktet Lycodon och familjen snokar. Inga underarter finns listade i Catalogue of Life.
Arten förekommer i Sydostasien från sydöstra Kina och östra Myanmar till Laos, Vietnam, Kambodja och Thailand. Den lever i låglandet och i bergstrakter upp till 1500 meter över havet. Lycodon davisonii vistas i fuktiga städsegröna skogar och klättrar ofta i träd. Arten jagar geckor och andra små ryggradsdjur. Den är främst nattaktiv och honor lägger ägg.
Skogsavverkning och svedjebruk hotar beståndet i några regioner. Hela populationen anses vara stabil. IUCN kategoriserar arten globalt som livskraftig.